# Bahnstrecke Ørsø–Asaa
| Karte der Asaabane |                      |                                                         |                                                         |
| Streckenlänge: | 5,4 km               |                                                         |                                                         |
| Spurweite: | 1435 mm (Normalspur) |                                                         |                                                         |
| |                      |                                                         |                                                         |
| Betriebsstellen und Strecken |                      |                                                         |                                                         |
| \| \| 5,4 \| Asaa \| Asaa \| \| \| 3,8 \| Hedegaard (ab 1936) \| Hedegaard (ab 1936) \| \| \| 2,3 \| Kovshede (ab 1917) \| Kovshede (ab 1917) \| \| \| \| Bahnstrecke Fjerritslev–Frederikshavn von Frederikshavn \| \| \| \| \| geplante Bahnstrecke Brønderslev–Ørsø \| \| \| \| 0,0 40,2 \| Ørsø \| Ørsø \| \| \| 37,1 \| Dronninglund \| Dronninglund \| \| \| \| Bahnstrecke Fjerritslev–Frederikshavn nach Nørresundby \| \| |                      |                                                         |                                                         |
| Kopfbahnhof Streckenanfang (Strecke außer Betrieb) | 5,4                  | Asaa                                                    | Asaa                                                    |
| Haltepunkt / Haltestelle (Strecke außer Betrieb) | 3,8                  | Hedegaard (ab 1936)                                     | Hedegaard (ab 1936)                                     |
| Haltepunkt / Haltestelle (Strecke außer Betrieb) | 2,3                  | Kovshede (ab 1917)                                      | Kovshede (ab 1917)                                      |
| Abzweig geradeaus und von rechts (Strecke außer Betrieb) |                      | Bahnstrecke Fjerritslev–Frederikshavn von Frederikshavn | Bahnstrecke Fjerritslev–Frederikshavn von Frederikshavn |
| Abzweig geradeaus und von rechts (Strecke außer Betrieb) |                      | geplante Bahnstrecke Brønderslev–Ørsø                   | geplante Bahnstrecke Brønderslev–Ørsø                   |
| Bahnhof (Strecke außer Betrieb) | 0,0 40,2             | Ørsø                                                    | Ørsø                                                    |
| Bahnhof (Strecke außer Betrieb) | 37,1                 | Dronninglund                                            | Dronninglund                                            |
| Strecke (außer Betrieb) |                      | Bahnstrecke Fjerritslev–Frederikshavn nach Nørresundby  | Bahnstrecke Fjerritslev–Frederikshavn nach Nørresundby  |

Die Bahnstrecke Ørsø–Asaa war eine Eisenbahnstrecke an der Ostküste der dänischen Insel Vendsyssel. Sie führte von Ørsø nach Asaa und wurde von der Fjerritslev–Frederikshavn Jernbane erbaut und betrieben.

## Geschichte
Schon 1887 wurde an eine Bahnverbindung nach Asaa gedacht. Lange vor dem Bau der Sæbybane war Asaa eine der dynamischen Städte gewesen, in der die Geschäftsleute den Eisenbahnbau vorantrieben. Nach dem Bau der Verbindung zwischen Frederikshavn und Norresundby änderte sich die Ausgangslage, denn nun hatte Dronninglund einen Bahnanschluss und überholte Asaa als Handelszentrum der Region.
Erst mit dem Eisenbahngesetz vom 27. Mai 1908 wurde eine gesetzliche Grundlage für eine Strecke von Asaa über Ørsø nach Dronninglund oder von Asaa nach Dronninglund geschaffen. Staatliche Zuschüsse in Höhe der Hälfte des investierten Kapitals wurden dafür zugesichert. Dronninglund und Ørsø waren Bahnhöfe an der Sæbybane.
Im Mai 1913 standen die Mittel für die Strecke nach Asaa bereit, ausgehend von Dronninglund über Ørsø. Der staatliche Zuschuss wurde der Gesellschaft Fjerritslev–Frederikshavn Jernbane zugesagt. Es gab keine Gegenstimmen, aber es wurde davon ausgegangen, dass die neue Strecke das Betriebsergebnis beeinträchtigen würde.
Die Strecke wurde in Rekordzeit gebaut. Die 5,2 km lange Nebenbahn schloss an die am 18. Juli 1899 eröffnete Strecke Nørresundby Havn–Sæby–Frederikshavn an und konnte am 11. November 1914 eingeweiht werden. Am Endbahnhof in Asaa entstand ein Bahnhofsgebäude.
Die Strecke war kein großer Gewinn für Asaa und Umgebung, aber die lokalen Fischerei-Betriebe und eine Maschinenfabrik nutzten sie.
Nur wenige Jahre nach der Eröffnung der Strecke gab es bereits wieder Stimmen, die eine Stilllegung vorschlugen. Mehrere Untersuchungen hatten empfohlen, die Strecke aufgrund der relativ geringen Verkehrs einzustellen. Die Nebenstrecke blieb jedoch bis zur Stilllegung der Hauptstrecke zwischen Sæby und Norresundby in Betrieb. Die Strecke mit Schienen mit einem Gewicht von nur 17,5 kg pro Meter war die letzte Privatbahnstrecke in Dänemark, die diese leichten Schienen in Gebrauch hatte.
Die Betriebseinstellung erfolgt mit der Stilllegung der Strecke zwischen Norresundby und Sæby am 31. März 1968.

## Strecke und Hochbauten
Die Strecke wurde mit Schienen mit einem Metergewicht von 17,5 kg erbaut. Ab 1942 wurde die Kiesbettung durch ein Schotterbett ersetzt. Die Asaabane begann am östlichen Ende des dreigleisigen Bahnhof Ørsø. Die Züge der Nebenbahn benützten immer Gleis 2. Die 1917 eröffnete Haltestelle Kovshede wurde erst 1919 in den offiziellen Fahrplan aufgenommen.
Das Bahnhofsgebäude in Asaa lag quer zu den Enden der Gleise. Das Hauptgleis erhielt erst 1947/48 am Ende eine Drehscheibe. Das Hauptgleis war Gleis 2, Gleis 1 schloss den Güterschuppen an, Gleis 3 diente als Umfahrgleis und Gleis 4 als Abstellgleis. Seit 2003 wird das Gebäude als Kindergarten verwendet.

## Fahrzeuge und Betrieb
Fjerritslev–Frederikshavn Jernbane erhöhte für den Betrieb ihren Fahrzeugbestand um fünf Personenwagen, drei Gepäckwagen und zehn Güterwagen. Es verkehren anfangs fünf Züge täglich in jede Richtung, davon wurden vier Zugpaare von und nach Dronninglund gefahren, da dort die Behandlungsanlagen für die Fahrzeuge waren.
Für den Betrieb wurden die beiden Dampflokomotiven FFJ 6 und FFJ 7 (Jung, Baujahr 1898) in Tenderlokomotiven der Achsfolge 2’B umgebaut. Diese Loks waren „maßgeschneiderte“ für die Asaabane. Die Maschinen erhielten Wassertanks an den Seiten des Kessels und hinter dem Führerhaus wurde der Kohlenbehälter angebracht. Die Lokomotiven hatte bei Vorwärts- und Rückwärtsfahrt die gleichen Eigenschaften.
Mit der Beschaffung von Triebwagen ab 1922 übernahmen diese hauptsächlich den Personenverkehr auf dieser Strecke. Später beschaffte Schienenbusse wurden normalerweise nicht eingesetzt. In den letzten Betriebsjahren war die Strecke die Heimat der zweiachsigen Triangel-Triebwagen, denen je nach Bedarf ein oder zwei Beiwagen mitgegeben wurden.
Für den Rangierbetrieb wurde ab 1929 ein Rangiertraktor von Breuer aus Deutschland eingesetzt, der mit einem Vierzylinder-Benzinmotor und mechanischer Schaltung geliefert wurde. Während des Zweiten Weltkrieges war er mit einem Gasantrieb ausgestattet, danach erhielt er einen sechszylindrigen Lastwagenmotor von Bedford mit 76 PS, der mit Benzin angetrieben wurde. Die Höchstgeschwindigkeit betrug 25 km/h. Nach einem erneuten Umbau 1959 mit einem Perkins-Dieselmotor mit 75 PS wurde er 1969 an die Maskinfabrikken Toppenberg verkauft, kam 1971 an Danske Statsbaner und 1973 an den Dansk Jernbane-Klub, wo er in Aalborg betriebsfähig vorhanden ist.
In den späteren Jahren ihres Bestehens wurde die Strecke von drei Zügen in jeder Richtung befahren. Im letzten Betriebsjahr wurde der größte Teil des Verkehrs zwischen Dronninglund / Ørsø und Asaa mit dem Bus abgewickelt. Von den täglich zwölf Verbindungen in jede Richtung wurden nur drei mit dem Zug gefahren, der Rest waren Busverbindungen.
Um 6:15 Uhr verließ der Triebwagen Aalborg, hatte oft einen Güterwagen dabei und fuhr in der Regel bis Ørsø und von hier aus direkt bis Asaa, wo er um 8:06 Uhr ankam. Tagsüber verkehrte der Triebwagen zweimal bis Dronninglund und zurück. Um 18:06 Uhr fuhr der Zug wieder nach Aalborg, wo er um 19:36 Uhr ankam. Dieser Zeitplan erlaubt in beide Richtungen den Güterverkehr von und nach Asaa.